# Oasmia
Oasmia Pharmaceutical är ett läkemedelsbolag som utvecklar läkemedel inom human och veterinär onkologi. Bolagets viktigaste substans är den egenutvecklade plattformen XR-17 som förbättrar läkemedelssubstansers löslighet i kroppen.

## Historia
Oasmia Pharmaceutical startade 1999 som ett privat forskningsprojekt inom bioorganisk kemi. Idén bakom projektet var från början att studera cellers åldrande men övergick tidigt till att utveckla mer effektiva cancerbehandlingar med färre bieffekter än befintliga behandlingsmetoder.
Under perioden 2003/04 avslutades det mesta av grundforskningen rörande företagets onkologilösningar. I slutet av 2004 inleddes kliniska studier med företagets första produktkandidat, Paclical®. Under 2005 introducerades Oasmia på NGM Nordic MTF. Företaget hade då flyttat till nya lokaler anpassade för egen GMP-produktion. Efter lovande resultat med Paclical (Paccal Vet® på hundar) grundades under året 2007 en ny avdelning, Animal Health. Hösten samma år bytte Oasmia börslista från NGM Nordic till NGM Equity, med avsikten att stärka handeln med företagets aktier för både enskilda och juridiska personer. Under 2007 och 2008 gickbåde  Paccal Vet och Paclical in i klinisk fas III. Under 2009 beviljades Oasmia MUMS-status (Minor Uses and Minor Species) av FDA (amerikanska motsvarigheten till Läkemedelsverket) för Paccal Vet avseende indikationen mastocytom grad II och III hos hundar som inte erhållit tidigare behandling förutom med kortison. Under 2009 beviljades också Paclical  särläkemedelsstatus av FDA  för indikationen äggstockscancer i USA.
I början av 2010 inleddes kliniska fas I/II-studier med Doxophos Vet. Under våren tecknades distributions- och licensavtal med japanska Nippon Zenyaku Kogyo Co. Ltd. för Paccal Vet i Japan. Under våren presenterades även positiva kliniska fas III-resultat för Paccal Vet. Studien var den hittills största i världen inom veterinäronkologi. I slutet juni 2010 bytte Oasmia börslista från NGM Equity till NASDAQ OMX Stockholm. Listbytet genomfördes i syfte att erbjuda privata och institutionella aktieägare en mer ändamålsenlig marknadsplats för handel med Bolagets aktier.
I augusti 2010 lämnades registreringsdokumentationen för Paccal Vet in till FDA (för USA). I januari 2011 noterades Oasmia på Frankfurtbörsen. I mars 2011 tecknades avtal med Baxter Oncology gällande kommersiell produktion av Oasmias produktkandidater, främst Paccal Vet och Paclical. I maj 2011 tecknades avtal med Medison Pharma Ltd. gällande licens- och distributionsrättigheter för Paclical i Israel och Turkiet. I juni 2011 erhöll Oasmia MUMS från FDA för Paccal Vet gällande indikationen skivepitelcancer.
I januari 2012 erhöll Oasmia MUMS från FDA för Paccal Vet gällande indikationen mammarkarcinom (juvercancer). I december 2013 blev Oasmias produktionsanläggning i Uppsala godkänd för GMP-tillverkning av FDA. I februari 2014 erhöll Oasmia villkorat godkännande av Paccal Vet-CA1 av FDA för behandling av juvertumörer och skivepitelkarcinom. I april 2015 blev Paclical i kombination med karboplatin godkänt för behandling av äggstockscancer i Ryssland och OSS. I oktober 2015, noterades Oasmia på den amerikanska NASDAQ-börsen. I februari 2016 skickade Oasmia in ansökan om marknadsgodkännande av Apealea (det Europeiska namnet för Paclical) till den Europeiska läkemedelsmyndigheten EMA.
2017 godkändes Doxophos i Ryssland och Paclical i Kazakstan.
2018 separerades bolagets veterinära tillgångar till det amerikanska dotterbolaget AdvaVet Inc. samma år utfärdar Europeiska kommissionen  marknadsgodkännande för Apealea.
2019 avnoteras Oasmia från NASDAQ i USA för att minska komplexitet och kostnader.
Den 28 mars 2022 bytte Oasmia namn till Vivesto.